# Nationwide (émission de télévision britannique)
Pour les articles homonymes, voir Nationwide.
Nationwide est une émission télévisée quotidienne britannique produite par BBC News et diffusée du 9 septembre 1969 et le 5 août 1983 sur BBC One à 17 h 40, après les journaux d’information. Elle combinait des analyses politiques, des questions de consommation, de divertissement et des reportages sportifs. Elle a été remplacée par Sixty Minutes.